# Nedre Marviken
Nedre Marviken är en sjö i Strängnäs kommun i Södermanland och ingår i Norrströms huvudavrinningsområde. Sjön är 15,1 meter djup, har en yta på 0,485 kvadratkilometer och befinner sig 12,6 meter över havet.

## Delavrinningsområde
Nedre Marviken ingår i det delavrinningsområde (656782-157529) som SMHI kallar för Utloppet av Nedre Marviken. Medelhöjden är 49 meter över havet och ytan är 5,2 kvadratkilometer. Räknas de 2 avrinningsområdena uppströms in blir den ackumulerade arean 21,57 kvadratkilometer. Vattendraget som avvattnar avrinningsområdet har biflödesordning 3, vilket innebär att vattnet flödar genom totalt 3 vattendrag innan det når havet efter 80 kilometer. Avrinningsområdet består mestadels av skog (88 procent). Avrinningsområdet har 0,48 kvadratkilometer vattenytor vilket ger det en sjöprocent på 9,2 procent.